# Coniothyrium wernsdorffiae
Coniothyrium wernsdorffiae är en svampart som beskrevs av Laubert 1905. Coniothyrium wernsdorffiae ingår i släktet Coniothyrium och familjen Leptosphaeriaceae.   Inga underarter finns listade i Catalogue of Life.